# Andrés López
Andrés López Forero (Bogotá, 25 de junio de 1971) es un comediante, conferencista, presentador y actor de cine colombiano. Es el pionero y promotor del Stand-up comedy en Colombia. Debido al récord de ventas de su DVD La Pelota de Letras, comedia en el formato Stand-up comedy que contiene parodias sobre las diferentes generaciones Colombianas, Universal Music Colombia le otorgó el DVD de Diamante y el Doble DVD de Diamante.

## Principio de su carrera
Empezó presentando su talento como cuentero en el año 1990 en la Universidad de los Andes donde estudió Ingeniería de Sistemas y Antropología. Se gradúa como Educador Experiencial en el Delta Synergy Group of Experiential Education en Toronto en Canadá en 1997.
En 1992 la Universidad de Los Andes le asignó un salón de clases para dictar Talleres de Narración Oral, también allí creó el periódico universitario “El Mercurio” donde estudiantes escribían cuentos, poemas y daban a conocer su arte por medio de fotos y pinturas.
En varias Universidades, así mismo como en teatros nacionales, Andrés presentó obras como: "A lo Vietnam", “El Vengador Académico”, “Quién Vuela?”, “Pasos para un rumbeo”, “Cuentos de un estudiante de Derecho”, “Crónicas de Parciales”, “Corabastos New Wave”, “Detrás del Kreatón” y “La Generación de la Guayaba”. Varias obras en compañía de otros actores como: "Y si es tan fácil por qué no lo hacen ellos?", "A que te cojo ratón" y en el Primer Festival de Stand Up Comedy en el 2002
Viajó a Toronto a estudiar Motivación Organizacional con énfasis en Educación y comenzó a ser un investigador del comportamiento humano. Más tarde López trabajó en la estación de Radio de la Cadena Radial Nacional, RCN Radio, La Mega (Colombia), donde creó gran cantidad de historias cómicas para radio, estás radionovelas le hicieron merecedor de gran popularidad entre la juventud en los 90´s: “Trátame Suavemente", más conocido como "Cata y Mi Andy”; “Juan Bracitos”; "Mercado de lágrimas", “María Piernitas”; Versión radionovela "Batman y Robin"; Versión radionovela "La Guerra de las Galaxias"; “Anticomerciales”; “Jeison Libardo”; “Titanic”; “John James el Taxista”; “Francia” y “El Tinieblo”. Solo hasta enero de 2008 Andrés López comparte en iTunes nuevo material de las radio novelas "Cata y Mi Andy", "John James" y "Jeison Libardo".

## Teatro
López ha desempeñado papeles en diferentes obras de teatro. En 1998 fue parte del elenco de la versión Colombiana de The Complete Works of William Shakespeare (abridged) “Las Obras de William Shakespeare”. Teatro Colón de Bogotá, Director: Juan Ángel; Elenco en 1999: Daniel Rocha, Fernando Solórzano y Andrés López, en otros años el elenco ha sido Santiago Moure y David Guerrero.
En el 2003 la obra cambió su nombre a “The Royal Shakespeare Criollo” y “Shakespeare para locos”. La versión original es realizada por Reduced Shakespeare Company presentada inicialmente en el Festival Edinburgh Fringe en 1987 y es la comedia con mayor tiempo en escena en el mundo.

## Carrera Reciente
La obra que lo ha hecho merecedor de más reconocimientos es La Pelota de Letras, sutil análisis sociológico de la vida en Colombia desde los años 1960 al 2005. Por tener un contenido familiar y educacional, esta obra se caracteriza por ser reconciliadora entre generaciones y nacionalidades.
Andrés ha sido reconocido por hacer que la juventud vuelva a los teatros pues sus obras son aptas para cualquier edad.
El trabajo de Andrés tiene un método Etnográfico, utiliza las herramientas de la disciplina de la Antropología, que le permiten dar cuenta, como dice él, de “lo vulnerable” de los seres humanos. Las descripciones de las personas, las actitudes, los escenarios dan cuenta de lo que vivió y convivió en familias de estratos 3 y 4 en varias ciudades de Colombia.

## Lanzamientos de obras en formato DVD y libro
En diciembre de 2005, también en Hard Rock Cafe Bogotá Andrés López lanzó al mercado La Pelota de Letras en formato DVD bajo la producción y sello de Universal Music Colombia, el authoring del DVD se realizó en Acutrack en San Francisco, California.
Este DVD fue lanzado con el propósito de promover la Cultura Colombiana en el exterior y para motivar a las personas a comprar el DVD original y de esta manera combatir la venta del DVD pirata que circuló durante todo el año por todo el mundo. Este DVD pirata fue grabado por un técnico sin su consentimiento mientras él revisaba un video prueba que se había grabado como piloto en el Teatro Nacional La Castellana en Bogotá.
El 23 de abril de 2007 lanzó al mercado su nuevo DVD Me pido la ventana. El nuevo material bajo un contenido universal abarca varias obras realizadas anteriormente por Andrés López como cuentero, giras internacionales y en eventos corporativos. Este DVD erradamente fue grabado en formato Zona 4 solo apto para Sur América y Australia.
Después de su gira por España con Me pido la ventana, en 2008 lanza al mercado su DVD Me pido la ventana con Frutica picada, con la intención de internacionalizar su obra Me pido la ventana, este DVD es Zona 0, se puede ver en cualquier país.
El 20 de noviembre de 2009 se reúne con los comediantes Alejandro Mejía, Pasus3 y Gonzalo Valderrama para grabar y dirigir su cuarto DVD "Somos los Comediantes" que se lanza al mercado en diciembre de ese año en Hard Rock Café en Bogotá. En este DVD se incluye 30 minutos de la obra de Andrés López “Si llueve éntreme los tenis”.
El 18 de agosto de 2010 en la Feria del Libro de Bogotá, Andrés López lanzó el libro "La Pelota de Letras, manuscrito original" con Ediciones B; según dice él mismo en su página oficial, el presidente de Ediciones B, Philippe Vergnaud, le habría informado que fue el libro más vendido de todas las editoriales participantes en la Feria, aunque no hay una confirmación oficial de la feria.

## Estadísticas y registro de ventas de DVD
En el 2012 Andrés López informa a los medios de comunicación que más de 2´5 millones de personas han asistido en vivo a la obra La Pelota de Letras en el exterior y en Colombia y más de 20 millones de personas lo han visto en DVD desde principios del 2004 cuando se realizó la primera función en Hard Rock Café Bogotá.
Andrés López se ha presentado con La Pelota de Letras en más de 1200 eventos, 6 años de temporadas; tours internacionales y nacionales donde ha agotado taquilla. En el 2008 Andrés adapta su obra La Pelota de Letras a la actualidad y lanza su versión recargada con nuevo contenido y con información adicional de las nuevas generaciones en diferentes naciones.
Andrés López también ha hecho más de 350 eventos corporativos para empresas.
En septiembre del 2005 Andrés López abre el concierto de RCN "Nuestra Tierra en Vivo" en el Estadio Nemesio Camacho, El Campín, se presenta ante 40,000 personas. En el 2006 abre el concierto "Regreso a Nuestra Tierra" también de RCN. En el concierto de la celebración de los 25 años de vida artística de Alberto Plaza en Bogotá en julio de 2010 se presenta ante más de 11.000 asistentes en el Coliseo Cubierto el Campín de Bogotá. Estos son los registros más grandes número de personas ante las cuales se presenta con un show de comedia, fue aclamado por todos los asistentes a los eventos.
La pelota de letras es el DVD más vendido en la historia de Colombia.
El 2 de marzo de 2006 Universal Music Colombia le entregó a Andrés López el DVD de diamante por superar los 60.000 DVD originales de La Pelota de Letras vendidos. A esta especial celebración fue invitado el cantante dominicano Wilfrido Vargas quien subió al escenario y agradeció a Andrés el difundir por medio de la obra, su música famosa en los años 80.
El 12 de julio de 2007 el récord de ventas del DVD Original de 'Me pido la ventana' hicieron merecedor a Andrés del DVD de Diamante, con más de 70,000 DVD vendidos superando las ventas del DVD de "La Pelota de Letras". Logró comercializar en menos de dos meses y medio, más de 50.000 unidades del DVD.
En Hard Rock Cafe Bogotá, en medio de la ceremonia del lanzamiento del DVD 'Me pido la ventana', Andrés López recibe por parte de Universal Music el Doble DVD de Diamante por las ventas del DVD de La Pelota de Letras que sobrepasan 100,000 unidades. En la entrega Sandra Sossa, Directora General para Colombia, Venezuela, Ecuador y Perú, manifestó que el fenómeno de ventas de este DVD es tan grande que no se ha visto en Colombia, Latinoamérica y quizá en el mundo.
'Me pido la ventana' recibió el DVD de Diamante el 12 de julio de 2007 y fue lanzado al mercado el 23 de abril del mismo año. El DVD de La Pelota de Letras fue lanzado el 15 de diciembre de 2005 y recibió el DVD de Diamante el 2 de marzo de 2006.
El 12 de julio de 2007 el récord de ventas del DVD Original de 'Me pido la ventana' hicieron merecedor a Andrés del DVD de Diamante, con más de 70,000 DVD vendidos superando las ventas del DVD de "La Pelota de Letras" en ese mismo lapso con 60,000 unidades vendidas.

## Tour internacional y nacional
López ha presentado La Pelota de Letras en numerosas ciudades colombianas y en el exterior.
En el 2004 y 2005 Andrés López estuvo en temporada permanente en el Teatro Nacional La Castellana en Bogotá. se presentó en varias ciudades en Colombia y en presentaciones privadas o con fines benéficos como son:
- Bogotá 13 de noviembre de 2004. Teatro Patria, en beneficio de la Asociación Niños por un Nuevo Planeta.[25]
- Bogotá 6 de marzo de 2004 Semana Cultural CityTV en Hard Rock Café[26]

Andrés realizó una temporada en el Teatro Metropolitano de Medellín en el 2005, 19,200 personas asistieron en temporada, con un lleno total en el teatro. 1,200 personas por evento en 16 presentaciones, aproximadamente.
Sus primeras presentaciones en el exterior fueron en Estados Unidos en enero del 2005, las cuales tuvieron un lleno total en las ciudades de Miami en Macondo Restaurant y Hotel Hyath y Nueva York en el Repertorio Español, debido a este éxito recibió en septiembre del 2005 el Premio HOLA, en la categoría de "Outstanding Solo Performance".

### 2006 Tour deLa Pelota de Letras
- Bogotá, Colombia febrero de 2005 a junio del 2006 Temporada en Teatro Nacional La Castellana
- Medellín, Colombia Temporada junio de 2006. Teatro Metropolitano[27]

Desde julio a octubre de 2006 Andrés López continuó realizando la exitosa gira Internacional con adaptaciones especiales de La Pelota de Letras en diferentes países, a las presentaciones asistieron desde 700 a 4,500 personas por evento. Las ciudades que visitó fueron:
- Madrid, 14 de julio /2006 Palacio de Congresos de Madrid;
- Cartagena de Indias, 2 de agosto. Centro de Convenciones Cartagena de Indias
- Atlanta, GA. 26 y 27 de agosto en el Center Stage Theater (Earthlink Live).
- Los Ángeles, CA. 13 de agosto en el marco del LA Latin Music Festival Alex Theater;[28]
- Panamá. 16,17,18 y 19 de agosto en el Teatro Balboa;
- San Juan de Pasto, Colombia. 7 y 8 de septiembre Teatro Bethlemitas
- Quito, Ecuador. 19 y 20 de septiembre en el Teatro Nacional Ecuador;
- Toronto, Canadá. 23 de septiembre en el John Bassett Theater;[29]
- Madrid, España. 25, 26, 27, 28 Y 29 de septiembre en el Teatro Gran Vía
- Orlando, FL. 8 de octubre. Osceola Arts Center
- Nueva York, NY. 15 de octubre. Town Hall;[30]
- Miami, FL. 14 de octubre. James L Knight Center;[31]
- Greenville, NC. 7 de octubre. Peace Center;[32]
- Houston, TX. 1 de octubre. Stafford Center;[33]
- Santa Marta, Colombia. 19 de diciembre Centro de Convenciones Hotel Santa Marta
- Barranquilla, Colombia. 20 de diciembre, Centro de Eventos Jumbo, Corporación Country Club
- Cartagena de Indias, Colombia 21 de diciembre Teatro Pedro de Heredia
- Montería, Colombia 22 de diciembre Centro de Convenciones Córdoba

### 2007 Tour deLa Pelota de LetrasyMe pido la ventana
Desde mayo a junio de 2007 Andrés se presenta en España con La Pelota de Letras, la gira que más ciudades visita un cómico latinoamericano en España, después de la de los geniales argentinos. Les Luthiers
- Villavicencio, Colombia. 9 y 10 de marzo. Teatro La Vorágine
- Girardot, Colombia. 31 de marzo, Hotel Tocarema.
- Bogotá, Colombia 23 de abril. Teatro Colsubsidio Roberto Arias Pérez. Lanzamiento de Me pido la ventana en vivo.
- Tunja, Colombia. 28 de abril. Teatro Maldonado de Tunja.
- San Andrés y Providencia, Colombia. 5 de mayo, Auditorio Principal Hotel Sun Rise
- Santiago de Cali, Colombia. 11 y 12 de mayo, Teatro Jorge Isaacs
- Quito, Ecuador, 8 de mayo, Teatro Nacional
- Guayaquil, Ecuador, 9 de mayo, Teatro Centro de Arte
- Alicante, España. 27 de mayo, Teatro Principal Plaza Ruperto Chapí
- Barcelona, España. 28 y 29 de mayo, Teatro Apolo
- Palma de Mallorca, España. 30 de mayo, Auditorium Palacio de Congresos.
- Murcia, España. 1 de junio. Teatro Romea
- Málaga, España. 2 de junio. Teatro Alameda
- Bilbao, España. 3 de junio. Teatro Ayala
- Barcelona, España. 4 de junio. Teatro Apolo
- Madrid, España. 6 de junio. Teatro Capitol
- Valencia, España. 8 de junio. Palacio de Congresos
- Las Palmas de Gran Canaria, España. 10 de junio. Teatro Loyola
- Girardot, Colombia. 30 de junio, Tocarema Girardot
- Bogotá, Colombia Temporada del 12 de julio al 12 de septiembre Teatro Nacional La Castellana.
- Ibagué, Colombia. 16 y 17 de julio, Teatro Tolima
- Manizales, Colombia. 23 y 24 de julio, Teatro Fundadores
- Bucaramanga, Colombia. 30 y 31 de julio. Auditorio Luis A. Calvo Universidad Industrial de Santander
- Montería, Colombia. 7 de agosto. Centro de Convenciones Córdoba
- Cartagena de Indias, Colombia. 13 y 14 de agosto. Centro de Convenciones Cartagena
- Santa Marta, Colombia. 20 de agosto Centro de Convenciones Santa Mar
- Pereira, Colombia 5 de septiembre Teatro Santiago Londoño
- Boston, MA 23 de septiembre The Symphony Hall[36]
- Houston, TX 16 de septiembre Stafford Center Theatre[37]
- Atlanta, GA 15 de septiembre Center Stage;[38]
- Elizabeth (Nueva Jersey), NJ 21 y 22 de septiembre The Ritz Theatre and Performing Arts Center
- Queens, NY 13 de septiembre Colden Auditorium Queens College
- Orlando, FL 9 de septiembre Bob Carr Performing Art Center;[39]
- Medellín, Colombia Temporada. 4 al 27 de octubre. Teatro Metropolitano
- San Juan de Pasto, Colombia 10 de noviembre. Teatro Bethlemitas
- Cuenca, Ecuador 8 de noviembre. Auditorio Banco Central
- San Cristóbal, Venezuela. 17 de noviembre. Centro de Convenciones Sambil
- Bogotá, Colombia 20, 21, 22 y 23 de diciembre. Teatro Patria. Especial de Navidad

### 2008 Tour deLa Pelota de Letras1000 funciones yMe pido la ventana
Desde finales del 2007 Andrés pertenece a la agencia William Morris,
,
por primera vez en la historia un Colombiano, Andrés López, se presentó en un festival patrocinado por IMPROV y Comedy Central, las cadenas de comedia más importantes en Estados Unidos.
El festival es denominado South Beach Comedy Festival
Me pido la ventana se presentó el 19 de enero del 2008 en The Fillmore, The Jackie Gleason Theatre 7:30
En este festival se presentaron comediantes estadounidenses como Kathy Griffin, nominada al premio Emmy y famosa por su papel en Suddenly Susan, papel que realizó junto a Brooke Shields. Otros comediantes:
Dave Attell, Jeff Dunham, Jeffrey Ross, Katt Williams, Kristina Wong, Lous C.K., Ralphie May y Stephen Lynch.
"Andrés López is the hottest, up-and-coming Spanish-language stand-up comic in the world." South Beach Comedy Festival.
Desde febrero a mayo de 2008, López realiza la temporada en Madrid España presentando Me pido la ventana en el Teatro Capitol Sala 2. Andrés comenta una anécdota en una de las presentaciones suyas patrocinadas por el Gobierno Español a la tercera edad los jueves, cuando era más difícil sacar una carcajada a ese público exigente, una señora adulto mayor se le acerca después del evento aplaudiendo y le dice con acento español “¡Bendita la madre que te parió!” y le abraza. Las ciudades visitadas fueron: Madrid, Barcelona, Pamplona, Valencia, Palma de Mallorca
El 26 y 27 de mayo del 2008 López se presenta en Costa Rica por primera vez con La Pelota de Letras en el Teatro Popular Mélico Salazar
Cabe resaltar el éxito alcanzado en Costa Rica donde tuvo que realizar dos funciones habiendo vendido la primera en un tiempo récord.
- Miami Beach, FL. 19 de enero en el marco del South Beach Comedy Festival, The Fillmore, The Jackie Gleason Theatre
- Tampa, FL 20 de enero de 2008 Scottish Rite Masonic Center
- Armenia, Colombia 8 y 9 de febrero Teatro de la Cruz Roja. El recinto tuvo que ser remplazado ya que en el Teatro Yanuba se presentó un incendio en la mañana del día del evento de Andrés López
- Madrid, España Temporada de febrero a mayo de 2008, Teatro Capitol Sala 2
- Barcelona, España 28 y 29 de abril Teatre Tívoli
- Pamplona, España 21 de abril. Teatro Gayarre
- Valencia, España 6 de mayo
- Palma de Mallorca, España 3 y 4 de mayo
- Panamá, Panamá, 29 de mayo Teatro Balboa
- San José, Costa Rica. 26 y 27 de mayo , Teatro Popular Melico Salazar
- Caracas, Venezuela Desde 6 de junio a 6 de julio, Teatro Municipal de Caracas
- Valencia, Venezuela. 19 y 20 de julio, Teatro Bárbula,
- Mérida, Venezuela. 15 y 16 de julio, Teatro Tulio Febres Cordero
- Maracaibo, Venezuela. 12 de julio, Aula Magna de la URU Universidad Rafael Urdaneta
- Barquisimeto, Venezuela. 9 y 10 de julio, Hotel Trinitarias Suite
- Montreal, Canadá. 17 de agosto, Cente Pierre Péladeau
- Toronto, Canadá. 16 de agosto, Ryerson Theatre
- London , ON Canadá. 15 de agosto. Centennial Hall
- Santiago de Cali, Colombia. 28,29,30 y 31 de agosto, Teatro Jorge Isaacs
- Medellín, Colombia. 11,12,13 de septiembre, Teatro Pablo Tobón Uribe
- Barquisimeto, Venezuela. 19 de octubre, Hotel Trinitarias.
- Valencia, Venezuela. 10 y 12 de octubre. Teatro Bárbula,
- Maracaibo, Venezuela. 4 y 5 de octubre Aula Magna de la URU Universidad Rafael Urdaneta
- Puerto La Cruz, Venezuela. 29 de octubre. Hotel Maremares
- Puerto Ordaz, Venezuela. 25 y 26 de octubre. Hotel Intercontinental
- Mérida, Venezuela. 16 de noviembre. Teatro Tulio Febres Cordero
- San Cristóbal, Venezuela. 15 de noviembre dos funciones, Centro de Convenciones Sambil.
- Punto Fijo, Venezuela. 12 de noviembre dos funciones Hotel Brisas de Paraguaná
- Caracas, Venezuela. 7, 8, 9 de noviembre Teatro Santa Rosa de Lima
- Maracay, Venezuela. 2 de noviembre dos funciones Teatro Opera
- Isla Margarita, Venezuela. 31 de octubre y 1 de noviembre. Anfiteatro del Sambil.
- Cúcuta, Colombia. 27,28,29 y 30 de noviembre Teatro Zulima
- Neiva, Colombia .20,21,22 y 23 de noviembre Centro de Convenciones José Eustacio Rivera
- México D.F.. 7 de diciembre Lunario
- Tunja, Colombia. 12 y 13 de diciembre Teatro Maldonado

### 2009 TourLa Pelota de LetrasRecargadayMe pido la ventanacon Frutica Picada
Desde enero a junio del 2009 Andrés realiza temporada en Florida de Me pido la ventana con Frutica Picada en el Intercontinental West Hotel en West Palm Beach, FL y en el Teatro Byron Carly en Miami Beach, FL, y en el Hotel Crown Plaza de Fort Mayers, FL
En junio del 2009 y respondiendo al llamado de sus seguidores en Costa Rica se presenta en el Teatro Mélico Salazar con taquilla agotada semanas antes del evento.
El 26 y 27 de junio de 2009 en el marco del festival Teatro Stage Fest de Queens, NY se presenta con "MPLV Con Frutica Picada" y "La Pelota de Letras Versión 1000".
López regresa a Venezuela en varias oportunidades desde agosto a noviembre del 2009 en su nueva temporada de "Frutica Picada", en esta oportunidad llega a más ciudades con un éxito rotundo y récords de venta de taquilla.
- West Palm Beach, FL. Desde el 30 de enero Intercontinental West Hotel en West Palm Beach, FL. Salón Grand Doral Ballroom
- Fort Myers, FL .14 de marzo Ballroom del Hotel Crowne Plaza
- Miami Beach, FL desde el 21 de marzo hasta junio en Teatro Byron Carly

- San José,, Costa Rica 15 y 16 de junio Teatro Melico Salazar
- Queens, NY. 26 y 27 de junio en el marco del Festival de Teatro Latino de Nueva York, se presenta en el Teatro Stage Fest de Queens, NY Queens Theatre in the Park Meadows[49]
- Medellín, Colombia. 31 de julio, 1 y 2 de agosto Teatro Metropolitano
- Medellín, Colombia. 6 de agosto Parque de los Deseos en el marco de Humor City
- West Palm Beach, FL. Wellington FL. 8 de agosto Palm Beach Central High School
- Bogotá, Colombia. 15 y 29 de agosto SEMINARIO TALLER "La Comedia Exitosa en los Negocios y en la Vida" Hotel Dann Carlton Bogotá
- Margarita, Venezuela. 20 de agosto Salón de Convenciones de Sambil
- Caracas, Venezuela. 4,5,6 y 11,12,13 de septiembre Teatro Sta. Rosa de Lima
- Barranquilla, Colombia. 18 y 19 de septiembre Teatro Consuegra Higgins
- Valencia, Venezuela. 10 de octubre Teatro Dr Alfredo Celis Pérez (Barbula)
- Maracay, Venezuela. 4 de octubre Casa Gómez
- Bogotá, Colombia. 4 de noviembre, 'La Pelota de Letras 1000' a beneficio de La Cruz Roja Colombiana a favor de los niños y jóvenes en situación de calle. Teatro Astor Plaza[50]
- Maracaibo, Venezuela 7 y 8 de noviembre Aula Magna de la Universidad Rafael Urdaneta
- Mérida, Venezuela 15 de noviembre Centro Cultural Tulio Febres Cordero
- San Cristóbal, Venezuela 27 de noviembre Centro de Convenciones Lido - Sambil.
- Barquisimeto, Venezuela 22 de noviembre Salón Hotel Las Trinitarias
- Puerto Ordaz, Venezuela 18 de noviembre Centro Italo Venezolano de Guayana
- Bogotá, Colombia 18 y 19 de diciembre especial de Navidad Teatro Astor Plaza

### 2010 TourLa Pelota de LetrasRecargadayMe pido la ventanacon Frutica Picada
En junio del 2010 para celebrar la Copa Mundial de Fútbol en Sudáfrica Andrés López presenta en el Centro Comercial Hayuelos con Alejandro Mejía, la obra Gol Diferencia.Durante la copa mundial de Fútbol, Andrés López junto al comediante Alejandro Mejía, lanzan una tercera Obra llamada "Gol Diferencia". La obra se presentó hasta el final de la temporada del Mundial de Fútbol, con gran acogida
Andrés López esperaba volverla a presentar en julio y agosto del 2011 en la Copa Mundial de Fútbol Sub-20 de 2011 que se realizó en Colombia. Sin embargo, debido a los compromisos y contrataciones en Venezuela de sus obras La Pelota de Letras Recargada y Me pido la ventana con Frutica Picada, la obra Gol Diferencia no se ha vuelto a realizar.
- Armenia, Colombia 26 y 27 de febrero Centro Cultural Metropolitano de Convenciones
- Barranquilla, Colombia 20 de marzo Teatro Consuegra Higgins
- Pereira, Colombia 18 y 19 de marzo Teatro Santiago Londoño
- Quito, Ecuador 4 de mayo Universidad San Francisco de Quito, Coliseo Alexandros
- Bogotá, Colombia 28, 29, 30 de abril y 1 de mayo Teatro Nacional La Castellana
- Barrancabermeja, Colombia 21 de mayo Club Infantas Barrancabermeja
- Arauca, Colombia 26 de mayo Centro de Convenciones Los Libertadores
- Houston, TX 28 de mayo Arena Theatre
- Panamá, Panamá. 12 de junio, Teatro Anyansi del Centro de Convenciones Atlapa.
- Bogotá, Colombia Obra: Gol Diferencia. 15, 22, 23, 29 de junio y 6, 7, 13, 20, 21, 27, 28 de julio Centro Comercial Hayuelos
- Caracas, Venezuela 30 y 31 de julio Santa Rosa de Lima
- San José, Costa Rica 17 de julio Auditorio Kingdomtakers, La Uruca
- Bogotá, Colombia 3 de junio al 4 de julio - Teatro Nacional La Castellana
- Guayaquil, Ecuador 3 de septiembre Teatro Centro de Arte en Guayaquil
- Quito, Ecuador 9 y 10 de octubre Plaza Deportiva Seguros Constitución
- Ibagué, Colombia 30 de octubre Teatro Tolima
- Cuenca, Ecuador 6 de noviembre Centro de Convenciones del Mall del Río - Salón Mazán
- Barquisimeto, Venezuela 28 de noviembre Lidotel
- Santiago de Cali, Colombia 26 de noviembre Teatro Jorge Isaacs
- Caracas, Venezuela 3, 4, 5 de diciembre Teatro Santa Rosa de Lima
- Chía, Colombia 13 y 14 de noviembre Colegio Odontológico, Auditorio Jorge Arango Tamayo
- Bogotá, Colombia 15, 21, 22, 29 de septiembre; 12, 13, 19, 26, 27 de octubre; 2, 3, 9, 10, 16, 17, 23, 24, 30 de noviembre; 1 de diciembre . Teatro Nacional La Castellana

### 2011 TourLa Pelota de LetrasRecargadayMe pido la ventanacon Frutica Picada
- Melbourne, Australia 29 de abril, Athenaeum Theater
- Brisbane , Australia 30 de abril The Trivoli
- Sídney, Australia 1 de mayo Enmore Theatre Newtoun[54]
- Caracas, Venezuela 13, 14 y 15 de mayo Santa Rosa de Lima
- Caracas, Venezuela 30 de junio Teatro Colegio San José de Tarbes - La Florida
- Maracaibo, Venezuela 2, 3 de julio de 2011 Aula Magna de la URU
- Santiago de Cali, Colombia. 28, 29, 30 y 31 de julio de 2011 Teatro Municipal Enrique Buenaventura
- San Juan de Pasto, Colombia. 23 de julio Evento a beneficio de la Cruz Roja Colombiana
- Bogotá, Colombia: Julio, agosto, septiembre, octubre y noviembre La Pelota de Letras Recargada Teatro Nacional La Castellana
- Maracay, Venezuela 20 de agosto, Casa Gómez
- Valencia, Venezuela 19 de agosto Sala de Fiestas La Alhambra
- México D.F.: 9, 10 y 11 de Sept. 2011 Centro Comercial Antara
- San José, Costa Rica: 1 y 2 de octubre de 2011 Kindgom Takers, La Uruca
- Barcelona, España: 19 de noviembre Sala Sanpués
- Londres, Reino Unido: 18 de noviembre The Clapham Grand
- Madrid, España: Del 13 a 16 de noviembre Teatro Figaro Adolfo Marsillach[55]

### 2012 TourLa Pelota de LetrasRecargadayMe pido la ventanacon Frutica Picada. Andrés López de Noche en DirecTV
- Miami, Coral Gables, FL 21 y 22 de enero en Teatro Trail
- Bucaramanga, Colombia: 18 de febrero en Coliseo Colegio La Presentación a beneficio de Fundación Hope.
- San Cristóbal, Venezuela: 24 de febrero: Sala de Convenciones del Centro Sambil
- Barquisimeto, Venezuela 25 de febrero: Auditorio Magdalena Seijas UPEL
- Los Ángeles, CA 3 de marzo, Club NOKIA[56][57][58]
- Orlando, FL 10 de marzo en The Plaza "Live" Theatre
- Miami, Coral Gables, FL 11 de marzo en Teatro Trail
- Charlotte, NC. 14 de marzo en The Neighborhood Theatre[59][60]
- Elizabeth (Nueva Jersey), NJ. 17 de marzo en Ritz Theatre Elizabeth
- Boston, MA. 24 de marzo en Lynn Memorial Auditorium

El 1 de noviembre de 2012 DirecTV Latin America produce el programa de entrevistas "Andrés López de Noche" con Andrés López como entrevistador.

### 2013 Lanzamiento obraLlegar a Marte. Tour obras anteriores. Película De Rolling por Colombia. Andrés López de Noche en DirecTV temporada 2
En el 2013 Andrés López lanza su nueva obra del género Stand-Up Comedy "Llegar a Marte", realiza 75 presentaciones en vivo en Colombia y en exterior de esta nueva obra. Se presenta por primera vez en Buenos Aires y es invitado por la Universidad de Palermo a realizar un sketch de comedia en sus instalaciones. También participa por primera vez en una película de cine, De Rolling por Colombia y es el entrevistador de la segunda temporada del programa "Andrés López de Noche", programa de DirecTV
- Bogotá, en Hard Rock Cafe presenta el preámbulo de su obra Llegar a Marte en marzo y abril de 2013[62]
- Costa Rica Lanza la obra formalmente en Teatro Melico en abril de 2013.[63]
- Guatemala. En abril de 2013 presenta por primera vez Frutica Picada[64]
- Miami, Coral Gables, FL Llegar a Marte se presenta el 30 y 31 de mayo. 1,2,6,7,8,9 de junio en Teatro Trail.[65][66][67]
- Orlando (Florida), En Plaza Live Orlando con Llegar a Marte el 5 de junio.[68]
- Área metropolitana de Washington D. C., Falls Church, VA En The State Theatre Andrés López se presentó con Llegar a Marte el 12 de junio[69]
- Houston, En Stafford Centre el 13 de junio Andrés López se presentó con Llegar a Marte[69]
- Buenos Aires, Argentina, Andrés López se presenta con un evento de comedia en Universidad de Palermo 19 de junio[70][71][72]
- Buenos Aires, Argentina, Andrés López se presenta con “La Pelota de Letras Recargada” en Teatro SHA. 20 de junio[73]
- Bogotá, del 27 de junio con 'Llegar a Marte' hasta 28 de julio en Teatro William Shakespeare[74]
- Medellín, del 1 al 11 de agosto en Teatro Metropolitano se presenta con Llegar a Marte.[75][75]
- Manizales, del 23 al 25 de agosto en Teatro Fundadores se presenta con Llegar a Marte.[76]
- Bucaramanga. 31 de agosto y 1 de septiembre en Auditorio Luis A. Calvo se presenta con Llegar a Marte.[77]
- Ibagué, el 3 y 4 de septiembre en Teatro Tolima se presenta con Llegar a Marte.[78]
- Armenia, el 5 y 6 de septiembre en Centro de Convenciones se presenta con Llegar a Marte.[79]
- Barranquilla, 15 de septiembre en el Hotel Dann se presenta con Llegar a Marte.[80]
- Montería, el 20 de septiembre en Centro de Convenciones se presenta con Llegar a Marte.[81]
- Cartagena de Indias, el 21 y 22 de septiembre en Centro de Convenciones Getsemaní se presenta con Llegar a Marte.[82]
- Santiago de Cali, el 26 de septiembre al 6 de octubre en Teatro Jorge Isaacs se presenta con Llegar a Marte.[83][84]

El 20 de julio en Bogotá y Nueva York simultáneamente se estrenó la película De Rolling por Colombia, dirigida por Harold Trompetero. Andrés López fue el protagonista junto a Natalia Durán y Jimmy Vásquez.

### 2014 Tour obraLlegar a Marte. TourLa Pelota de Letras10 años. Película de Rolling por Colombia 2. Andrés López de Noche en DirecTV Temporada 3
En marzo de 2014 Andrés López se presenta con su obra Llegar A Marte en Costa Rica y La Pelota de Letras 10 años en el Teatro Melico Salazar.
En abril de 2014 trabaja en una campaña con el mexicano Eugenio Derbez de P&G
En mayo hasta julio del 2014 se presenta en temporada en el Centro Cultural Gimnasio Moderno de Bogotá con su obra Llegar a Marte. Otras presentaciones.
Bajo la dirección de Harold Trompetero graba la película De Rolling por Colombia 2. Por un Sueño Mundialista.
Se graba en estudios de Caracol la Tercera temporada de Andrés López de Noche que se tiene planeada transmitir en DirecTV en septiembre del 2014.
En octubre del 2014 inicia temporada en Miami con Llegar A Marte en el Teatro Trail.
12 de abril, en la Plazoleta el Jubileo, de Compensar se presenta con la Orquesta Filarmónica de Bogotá bajo la dirección del Maestro Eduardo Carrizosa Naranjo.
Noviembre 29 se presenta con la Orquesta Filarmónica de Bogotá en Auditorio León de Greiff - Universidad Nacional de Colombia.
Diciembre 5 realiza un show para Teletón por la Vida en Quito Ecuador

### 2015 Tour obraLlegar a Marte. TourLa Pelota de Letras Renovada. Conciertos con Orquesta Filarmónica de Bogotá
- Bucaramanga, 27, 28, 29 de marzo. Auditorio Mayor Universidad Autónoma de Bucaramanga. La Pelota de Letras Renovada.
- Miami, 17, 18 y 19 de abril. Olympia Theater and Office Building. La Pelota de Letras Renovada
- Santiago de Cali, Colombia. 23, 24, 25 y 26 de abril, Teatro Jorge Isaacs. La Pelota de Letras Renovada
- México D.F.: 6 de agosto. Centro Cultural Teatro 1 antes Auditorio Telmex.

Desde mayo a agosto se presenta en temporada en el Centro Cultural Gimnasio Moderno de Bogotá con sus obras Llegar a Marte y La Pelota de Letras Renovada.
El 23 de agosto Andrés López participó en un especial de famosos de Master Chef Junior, edición para niños de MasterChef (Colombia) para el Canal RCN Nuestra Tele. Otras celebridades que asistieron fueron el exfutbolista Faryd Mondragón y la actriz Carolina Gómez
- Barranquilla, 11, 12 y 13 de septiembre. Teatro Amira de la Rosa. La Pelota de Letras Renovada
- Pereira, Colombia 4, 5 y 6 de septiembre Teatro Santiago Londoño. La Pelota de Letras Renovada
- Con la Orquesta Filarmónica de Bogotá el 19 y 20 de septiembre presenta de manera gratuita los Conciertos "Música para todos" y "40 Cañonazos de la Música Filarmónica en Teatro Colsubsidio. 17, 18 y 21 de septiembre el show fue exclusivo para niños de colegios distritales.[94][95]
- Santiago de Cali, Colombia. 24, 25 y 26 de septiembre, Teatro Jorge Isaacs. Llegar A Marte

El 30 de octubre Su empresa Idéalo Pez SAS gana Premio Gacela MisiónPyme 2015 en Gestión Estratégica organizado por el Banco de Bogotá
- Medellín, del 29 de octubre a 1 de noviembre en Teatro Metropolitano. La Pelota de Letras Renovada.
- Guayaquil, Ecuador 6, 14, 15, 27 y 28 de noviembre. Teatro Centro de Arte en Guayaquil. Llegar a Marte
- Cartagena de Indias 15 y 16 de diciembre. Centro de Convenciones Cartagena Auditorio Getsemaní. La Pelota de Letras Renovada

### 2016 until today: Doblaje de películas and tour.
Andrés López dobla la voz de Nuku, el protagonista de Las Aventuras de Nuku, película colombiana que es parte del Festival Internacional de Cine de Cartagena de Indias Cine Colombia 2016.
Andrés López dobla la voz de Max, el protagonista de La Vida Secreta de Tus Mascotas 1 y 2, la versión en español de la película The Secret Life of Pets una película de Illumination Entertainment y Universal Studios.
La Vida Secreta de Tus Mascotas 1 se estrenó en Latinoamérica el 21 de julio del 2016 y La Vida Secreta de Tus Mascotas 2 el 8 de agosto de 2019.
En la versión para Latinoamérica de esta película participan comediantes de varias naciones latinoamericanas:
| Personaje                            | Actor de voz original | Actor de doblaje  | País      |
| ------------------------------------ | --------------------- | ----------------- | --------- |
| Max. Perro Jack Russell Terrier      | Louis C.K.            | Andrés López      | Colombia  |
| Duke. Perro Newfoundland o Terranova | Eric Stonestreet      | Martín Campilongo | Argentina |
| Snowball. Conejo blanco              | Kevin Hart            | Eugenio Derbez    | México    |
| Gidget. Perro Pomerania. Hembra      | Jenny Slate           | Mónica Huarte     | México    |
| Chloe. Gata gris                     | Lake Bell             | Ana María Simón   | Venezuela |
| Buddy. Dachshund o perro salchicha   | Hannibal Buress       | Chumel Torres     | México    |
| Mel. Pug                             | Bobby Moynihan        | Jesús Guzmán      | México    |
| Norman. Hámster                      | (Actor desconocido)   | Bruno Pinasco     | Perú      |

En el 2016 Andrés se presenta en República Dominicana, Bogotá y en varias ciudades en Estados Unidos como Los Ángeles.
En el 2017 Andrés se presenta en Quito, Bogotá, New Jersey y otras ciudades.
En el 2018 Andrés se presenta en Armenia, Bogotá, Barranquilla, Bucaramanga, Cali, Toronto, Cúcuta, Guayaquil, Medellín, Pereira, Cuenca, Pasto y Quito. En este año también se presenta en Estados Unidos: en Los Ángeles, Atlanta, Dallas, Boston, San Diego y San Francisco.
En el 2019 Andrés celebra el los 15 años de La Pelota de Letras presentándose en Bogotá, Cali, Cúcuta, Quito, Chile, Panamá, Pasto, México y Popayán. También es presentador de EXMA.

## Actor de doblaje
Andrés López ha doblado series de TV, series en Youtube y animaciones para comerciales como por ejemplo desde el 2001 hasta 2003 hizo la voz de Nicolás Mora, Daniel Valencia y Freddy en la versión animada de Betty la Fea, Betty Toons del Canal RCN y Conexión Creativa.
Ha hecho el doblaje para otros personajes para programas de concurso animados, como por ejemplo "Tabio y Fobio" en CityTV y el doblaje de Wachendó para su transmisión en Caracol Televisión.
En el 2016 empieza a doblar en las películas Las Aventuras de Nuku y La Vida Secreta de Tus Mascotas.

## Presentador de eventos y programas de TV
Andrés ha tomado parte en numerosos programas periodísticos, anfitrión de programas de televisión, ha realizado multitud de entrevistas en la televisión y la radio.
En 1999 presentaba la sección de cuentería en el programa Las Tandas de La Mega, los presentadores eran Natalia París y Alejandro Villalobos. También fue parte del grupo creativo del programa Pido la Parola.
En varias oportunidades Andrés López ha sido presentador de Premios Hétores en Medellín.
En 2003 para el Canal Citytv (Bogotá) fue presentador del programa "Mi Otro Yo".
El 28 de abril del 2007 en Corferias, Bogotá es presentador del lanzamiento del libro de Roberto Gómez Bolaños Chespirito, Sin Querer Queriendo
El 16 de octubre de 2008 Andrés fue uno de los presentadores de Los Premios MTV latinos 2008 que se realizaron en Guadalajara México.
El 2 de marzo del 2010 Andrés realizó un show para golfistas en el Club Country de Bogotá como Bienvenida al Nationwide Tour después del Celebrity Pro-Am de Juan Pablo Montoya a beneficio de Fórmula Sonrisas y Camilo Villegas Fund.
Andrés fue invitado por Connie Freydell a jugar Golf en el Celebrity Pro-Am pero cedió el puesto a Rob Gould propietario de tienda de Golf de la cual Andrés López es la imagen. Andrés realizó la ardua labor de Caddie en el torneo.
El 10 de abril del 2010 Andrés realiza un Stand-Up Comedy en la Plaza de Bolívar para el evento Red Bull donde David Coulthard realizó una demostración en carro Fórmula 1
Ante 11,000 espectadores en agosto de 2010 Alberto Plaza celebró 25 años de carrera artística y en Bogotá se le hizo homenaje, participaron muchos cantantes y estrellas, entre esas estaba Andrés López. Posteriormente Alberto Plaza sacó al mercado la grabación de este evento en formato DVD.
En los años 2010, 2011 y 2012 es el presentador del Festival Internacional del Humor al lado de su misma compañera Valerie Domínguez.
Realizó algunas rutinas de Stand-Up Comedy en el Festival Internacional del Humor, tradicionalmente presentado por Alfonso Lizarazo en Caracol Televisión desde 1982. En el Festival Internacional del Humor han participado grandes figuras como Juan Tamariz, Miky MacPhantom, Carlos Donoso, Lucho Navarro entre otros grandes humoristas, magos, imitadores y repentistas de países como Venezuela, Cuba, Uruguay, Guatemala, Estados Unidos, Canadá, Chile, España e Inglaterra. A diferencia de años anteriores este año Caracol TV publicó los videos de las emisiones en su página web
En septiembre del 2011 Andrés López fue el maestro de ceremonias el Balineras Race de RedBull en el Parque nacional en Bogotá a 50,000 asistentes.

## Presentador de "Andrés López de Noche" para DirecTV
El 1 de noviembre de 2012 DirecTV Latino América lanza el programa de entrevistas al estilo "Talk Show", "Andrés López de Noche".
Conducido por Andrés López, en cada capítulo López entrevista dos personas influyentes en el mundo del espectáculo en América Latina.
El programa se transmite en el canal OnDIRECTV (201) para Colombia, Ecuador, Perú, Venezuela, Argentina, Chile, Uruguay, Puerto Rico (Canal 161) y el Caribe: Trinidad y Tobago; Aruba y Curazao, Barbados. Algunos de los invitados que el show dio su bienvenida en la primera temporada fueron: El cantautor dominicano Wilfrido Vargas, el periodista y presentador cubano Ismael Cala, cantante colombiano Andrés Cepeda (cantante), la cantante colombiana Fanny Lu, el cantante y actor puertorriqueño Carlos Ponce, la cantante y actriz peruana Stephanie Cayo, el colombiano John Paul Ospina, la agrupación colombiana Chocquibtown, el cantautor chileno Alberto Plaza, el cantante colombiano Jiggy Drama , el cantante colombiano Santiago Cruz, la presentadora colombiana Andrea Serna, la actriz ecuatoriana Marisol Romero, la comediante venezolana Erika de la Vega, el chef mexicano José Ramón Castillo, el comediante argentino Micky McPhantom, la actriz y presentadora ecuatoriana Erika Vélez, la actriz colombiana Juanita Acosta, la modelo colombiana Catalina Maya, la actriz colombiana Margarita Rosa de Francisco, la actriz colombiana Maritza Rodríguez, la actriz venezolana Johanna Morales, el empresario y fundador de Open English Andrés Moreno y el actor Adrián Lara, entre otros.
En la segunda temporada de Andrés López de Noche que empezó a trasmitirse a principio de septiembre del 2013 fueron invitados, la Banda Argentina Miranda!, la presentadora venezolana Daniela Kosan, la banda chilena Los Búnkeres, la escritora Colombiana Ángela Becerra, la actriz mexicana Paola Nuñez, el cantautor argentino Coti, la banda mexicana Kinky, la cantante española India Martínez, el músico español Álex Ubago, actor Venezolano Juan Alfonso Baptista "Gato", la cantante puertorriqueña Kany García, el músico argentino Kevin Johansen, la actriz argentina Coki Ramírez, el colombiano Carlos Catano voz de ESPN Latinoamérica, el colombiano Alex Pinilla voz oficial de NatGeo Latinoamérica, la actriz colombiana Lorna Cepeda, el cantante cubano Amaury Gutiérrez, la banda argentina Tan Bionica, la presentadora y modelo venezolana Maité Delgado, la presentadora y empresaria chilena Cecilia Bolocco, el actor colombiano Andrés Parra, la actriz y modelo Taliana Vargas, el compositor y cantante ecuatoriano Juan Fernando Velasco, la banda argentina Illya Kuryaki and the Valderramas, el periodista colombiano Juan Carlos Arciniegas, el actor ecuatoriano Roberto Manrique, el cantautor chileno Beto Cuevas.

## Compromiso social
Andrés López ha donado numerosos eventos para ayudar fundaciones en Colombia y el Exterior.

### Conferencia El Camino a la Felicidad Internacional
Andrés López ha presentado de manera gratuita en Colombia y el exterior la Conferencia El Camino a la Felicidad a más de 50.000 personas en Universidades, Colegios, empresas, entidades del Estado y a más de 14.000 miembros del personal militar.
Al final del 2007 y 2008 Andrés realizó la gira por Colombia, Ecuador y Venezuela, como un "Soldado de la Felicidad" como lo nombró el Ministerio de Defensa de Colombia, él decidió realizar sus presentaciones para demostrar la hermandad entre personas y naciones. Los eventos que él realizó fueron La Pelota de Letras, la conferencia El Camino a la Felicidad y el "Festival por un Mundo Mejor, Un Día por La Paz"

#### Conferencias destacadas del Camino a la Felicidad
Andrés López y varios artistas se presentan en Caracas el 27 de enero del 2008 en Anfiteatro Centro Comercial Sambil.
El 7 de julio del 2008 se realiza el mismo evento en el Poliedro de Caracas en el marco del festival “Por un Mundo Mejor” de la celebraron el “Día por la Paz y los Derechos Humanos”. Fue transmitido por el Canal-i para todo el territorio de Venezuela.
El 13 de julio se realiza el festival Un día por la paz, en la Plaza de Toros de Maracaibo.
Adicionalmente en el 2008 López presenta su conferencia “El Camino a la Felicidad” con entrada Libre con los estudiantes de la Universidad Bolivariana de Venezuela (UBV), la Universidad Nacional Experimental Politécnica de la Fuerza Armada Bolivariana (UNEFA), la Universidad Central de Venezuela, UNEFA, Universidad Simón Bolívar, Pedagógico de Barquisimeto, la Universidad del Zulia y Universidad de los Andes. El 10 de julio. en Auditorio Ambrosio Oropeza de la Universidad Centroccidental Lisandro Alvarado (UCLA) en Barquisimeto En Bogotá finaliza el Tour de “Un día por la Paz” el 18 de mayo Centro Comercial Plaza las Américas.
El 18 de mayo del 2008 congrega 11,000 asistentes al evento de seis horas “Un Día por la Paz” con entrada libre en Bogotá en Centro Comercial Plaza de Las Américas con la participación de Alberto Plaza, Ruddy Rodríguez, Nicolás Tovar y otras personalidades, el propósito del evento fue llevar un mensaje de paz entre naciones, Andrés presentó de una manera muy original los preceptos del Libro: "El camino a la Felicidad".
El 7 de marzo del 2009, junto a varios artistas se presenta en el marco del evento "Un Día por la Paz" en la Plaza de Toros de Cartagena.
- Quito, Ecuador. Septiembre 2006. Asociación de Municipalidades del Ecuador.[135]
- Bogotá, Colombia. 2006. English School[136]
- Bogotá, Colombia. febrero de 2007. Universidad Javeriana[137]
- Caracas, Venezuela. 6 de noviembre del 2008. Universidad Simón Bolívar USB[138]
- Barquisimeto, Venezuela. 10 de julio de 2008. Universidad Centroccidental Lisandro Alvarado (UCLA)[139][140][141]
- Bogotá, Colombia 10 de diciembre de 2008 En el marco del evento “Un Día por la Paz” Conferencia El Camino a la Felicidad. Palacio de los Deportes.
- Cajicá, Colombia. 26 de mayo de 2009. Gimnasio Campestre Los Cerezos[142]
- Bogotá, 19 de agosto de 2010, Auditorio José Asunción Silva en Corferias. Feria Internacional del Libro Bogotá.[143][144][145][146]
- Bogotá, 8 de agosto de 2011 El Camino a la Felicidad con Andrés López en los comedores de Chapinero[147]
- Bogotá, 13 de octubre de 2011. El Camino a la Felicidad por Andrés López en las instalaciones de Comando General de la Fuerza Aérea[148]
- Madrid, España. 15 de noviembre de 2011 El Camino a la Felicidad con Andrés López en España[149] Salón de Actos C Santa Catalina 7
- Cúcuta, Colombia. 25 de noviembre de 2011 en el teatro Zulima El Camino a la Felicidad con Andrés López Universidad Simón Bolívar, Extensión Cúcuta[150]
- Bogotá, Colombia. 14 de febrero de 2012 en Brigada XIII Ejército de Colombia.[151]
- Gachancipá, Cundinamarca. 12 de noviembre de 2009 XIV Semana Cultural Internacional "Camino a la Felicidad"[152]
- Quito, Ecuador. Noviembre del 2011. Andrés López se presentó en la Casa de la Cultura Ecuatoriana ante 1500 funcionarios de La Policía Nacional del Ecuador dentro del marco del ciclo de capacitación “Policías líderes del Tercer Milenio. López recibió un reconocimiento por parte de la Enidad.[153][154]
- Bogotá, Colombia. 20 de febrero de 2012. Colegio Santa Francisca Romana[155]
- Quito, Ecuador. 28 de marzo del 2012. Andrés López presentó la conferencia para 2000 personas en el Teatro de la Casa de la Cultura Ecuatoriana, bajo el tema ‘Líderes del Milenio’. Esta cita se realizó en el marco de la campaña ‘Ecuador da buen ejemplo’, de la fundación ‘El camino a la felicidad’.[156]

Conferencia de El Camino a la Felicidad en corporaciones como, Johnson & Johnsons 28 de febrero de 2012.
marzo 20, 2015. Conferencia el Camino a la Felicidad para la Brigada de Aviación del Ejército Nacional de Colombia.

### Naciones Unidas
Desde el 14 de marzo del 2010 es el Mensajero para la Prevención del Crimen, proyecto de Naciones Unidas en Popayán
En septiembre de 2010 Andrés y otras figuras públicas en Colombia forman parte de la campaña "Sexualidad con Sentido" que cuenta con el liderazgo y financiación del Ministerio de la Protección Social y del Fondo de Población de las Naciones Unidas (UNFPA), con la participación del Ministerio de Educación Nacional y de la Consejería de Programas Especiales de la Presidencia de la República. Forma parte de la acción de la Comisión Nacional Intersectorial para la Promoción y garantía de los Derechos Sexuales y Reproductivos (Decreto 2968/2010).

### Cruz Roja Colombiana
Andrés López ha hecho numerosas presentaciones a favor de La Cruz Roja Colombiana, en el 2010 es la imagen de la Lotería de la Cruz Roja para promover la ayuda a la entidad y que se pueda presentar un mejor servicio en el invierno que azota al país en el momento.

## Participación en redes sociales
Desde abril del 2009 Andrés se ha concentrado en ofrecer entretenimiento a sus seguidores vía Twitter y Facebook, López es uno de los cinco Colombianos con mayores seguidores en las redes sociales. En Facebook cuenta con la página de comediante con 1.8 millones de seguidores y 1.2 millones en la página de La Pelota de Letras. Ha creado desde 2010 series en Twitter como #NiñaFresa, Insulto Subrepticio del Día #ISdD y #Divide2. En febrero del 2012 la cuenta de Twitter llegó a 1 millón de seguidores.

## Emisiones en TV de las obras de Andrés López
Entre el 30 de mayo y 13 de junio del 2010 RCN Televisión realizó las emisiones de "La Pelota de Letras" en capítulos, debutó en el primer lugar de sintonía superando a todos los programas emitidos en el momento.
"Me pido la ventana con Frutica Picada" fue emitido en OnDIRECTV, Canal 201 desde el 11 hasta el 14 de junio el canal se puede ver en Argentina, Perú, Chile, Venezuela, Ecuador, Puerto Rico, Uruguay y Caribe. DirecTV emitió un comunicado que indica que fue programa más visto y con mayor índice de audiencia en OnDirectTV en Latinoamérica en junio y julio, solo superado en junio por el Opening de la Copa de Fútbol FIFA 2010.

## Premios y condecoraciones
En 2005 ganó el premio HOLA, en la categoría de "Outstanding Solo Performance" después de sus exitosas presentaciones en Nueva York y Miami
El 2 de marzo de 2006 ganó placa de DVD de Diamante Universal Music por DVD La Pelota de Letras
El 23 de abril de 2007 ganó placa Doble DVD de Diamante Universal Music por DVD La Pelota de Letras
En julio de 2007 ganó placa DVD de Diamante Universal Music . por DVD 'Me pido la ventana',
El 5 de diciembre de 2006 ganó Premio Orquídea USA por mejor talento internacional 2006.
El 20 de noviembre recibió el premio Nacional de Manos de Colombiano.

## Condecoraciones del gobierno de Colombia
El 1 de enero de 2008 Andrés ganó premio "Los 10 de La Cultura" por periódico El Tiempo y Ministerio de La Cultura
El 25 de noviembre de 2008 La Comisión Segunda del Senado de la República condecoró a Andrés López, con “la Orden Mérito a la Democracia en el Grado Gran Caballero’”.
Varios reconocimientos por La Casa Militar de la Presidencia de la República de Colombia, Ministerio de Defensa Nacional de Colombia, Ejército Nacional, Base Aérea Palanquero, Dirección de Protección y Servicios Especiales de la Policía Nacional de Colombia, Escuela Naval de Suboficiales de Barranquilla, Cuarta Brigada de Medellín, Central de Inteligencia Militar, Comando Apoyo Logístico de la Infantería de Marina.
Otros premios y reconocimientos:
El 2 de abril del 2006 recibió el "Premio ON al Pensamiento Creativo" de la Universidad Autónoma de Occidente, Santiago de Cali, Colombia.

## Medios de comunicación
“Palco de Honor” y “A Ojo Cerrado” para La Pelota de Letras. Sección: Cultura y Entretenimiento de El Tiempo 3 de agosto de 2004 y 13 de julio de 2004.
Función del año en Lo Mejor del Año 2004 Editorial de El Tiempo 8 de diciembre de 2004
Según la revista Semana, Andrés López es considerado uno de los cuarenta, menores de cuarenta años, protagonistas de la historia de Colombia en los próximos años. El periódico El Tiempo describe "La Pelota de Letras" como "la divertidísima obra de Andrés López, que retrata mejor que cualquier tratado de sociología las costumbres de recientes generaciones de colombianos"
Los medios internacionales que cubrieron la gira del 2006 en el exterior recalcan que la labor de Andrés en llevar alegría a sus compatriotas en el exterior es invaluable y que el talento de López es aún mayor que los comediantes del país visitado.
En el 2007 según los medios, la gira en España será la que más ciudades visita un cómico latinoamericano en este país, después de la de los geniales argentinos Les Luthiers
En diciembre de 2007, EL Tiempo y el Ministerio de Cultura organizaron el concurso "Los 10 de la Cultura", un premio que fue entregado a las 10 personalidades más importantes en la cultura en Colombia en los últimos 10 años, Andrés recibió el quinto puesto.

## Conferencias de emprendimiento
El 13 y 20 de junio del 2009 y el 15 y 19 de agosto en Bogotá, Colombia lanza en el Hotel Dann Carlton de Bogotá un Seminario Taller para enseñar a usar "La Comedia Exitosa en los Negocios y en la Vida".
El 13 de julio de 2011 presenta para los egresados del Capítulo de Administración de empresas de la Universidad de los Andes la introducción de su conferencia de "Ser Emprenderor en el Gremio del Arte en Colombia" donde expone las ideas exitosas de emprendimiento en el área.

## Medios alternativos de comunicación

### Otros eventos privados de Stand-Up comedy y Briefs de producto
Andrés, tiene una nueva alternativa para compañías. Desde el principio de su carrera López ha creado un estilo particular de conferencias motivacionales para empleados que incluye partes de la obra "La Pelota de Letras" y otros aspectos para lanzamiento de productos.
Compañías en las cuales Andrés ha presentado eventos desde 1990: Hewlett-Packard, La Alquería, Oracle, Roche, Microsoft, Merck, IBM, Coca-Cola Company, BAT, Unilever, Banco Santander, Porvenir, ETB, Pharmacia, Pfizer, Intel, Purina, Nestlé, Avantel, Alpina, Bavaria, Philip Morris, Colsubsidio, Johnsons & Johnsons Panamá y Colombia y otras.
En marzo del 2011 realizó con Géraldine Zivic un evento exclusivo para Nestlé Colombia. El nombre de la obra del género cómico fue "Nuestro Bebé Tuyo", en noviembre del 2011 para Fox Networks Latinoamérica presentó una obra corta del estilo Stand-Up Comedy llamado Adictos a la Televisión

### Animaciones para televisión
Andrés ha realizado animaciones para lanzamiento de productos para empresas como Alpina, Gas Natural y Apple Latinoamérica entre otras.
Conexión Creativa bajo la Dirección General de Andrés López produjo la serie animada Wachendó, idea original suya y del grupo de Comediantes Pasus 3.
Doce capítulos de la serie fueron transmitidos por Caracol, Televisión desde abril del 2009, de lunes a miércoles a las 11:30 PM. Andrés publicó en su canal oficial en Youtube los capítulos. De acuerdo con Karen Juliao de la dirección de Programación en el canal, la serie tuvo gran aceptación y los televidentes escribieron a Caracol televisión pidiendo más capítulos. El humor de la serie animada es negro y está dirigido a un público adulto (similar a la serie animada estadounidense South Park).

### Artículos en revistas
Andrés ha escrito para periódicos y varias revistas, entre otras: Entrevista a Andrea Serna para Cromos en abril de 2005

### Imagen en campañas publicitarias
Desde el 2009 Andrés ha sido la imagen de la campaña publicitaria de la Tarjeta de Débito Maestro® by MasterCard Colombia. La publicidad ha sido difundida por medios televisivos y visualmente en las oficinas de las Entidades Financieras que son clientes de MasterCard en Colombia: Banco AV Villas, Bancolombia, Banco Santander, BanSuperior, Banco Colmena, Banco Colpatria, Banco Conavi, Bancafé, Banco Davivienda, Banco Granahorrar, Banistmo, Citibank, Banco de Crédito, Banco de Bogotá, BBVA y Banco de Occidente.
López ha sido la imagen de otras campañas publicitarias en televisión internacional: "Video On Demand" para Comcast, "Familly Talk con Roll Over" para AT&T, Llamadas desde USA para Orbitel y otras. Algunos comerciales de estas campañas han sido publicados en su canal oficial en YouTube.

## Vida personal
Andrés es hijo de Olga Forero Vargas, Ingeniero Industrial de Bucaramanga y Sebastián de Jesús López Agudelo, Ingeniero Civil de Medellín. Sus padres se separaron cuando él tenía seis años de edad. Él y su hermana se quedaron con su madre. En julio 5 del 2018, él y su esposa dieron la bienvenida a su hija Olivia